# Лубенський повіт
Лубенський повіт — адміністративно-територіальна одиниця Полтавської губернії Російської імперії; створений у 1781 році й існував до 1923 року. Повітовий центр — місто Лубни.

## Історія
Повіт утворено 1781 року у складі Київського намісництва. У 1796 році увійшов до Малоросійської губернії (2-ого складу). 1802 року увійшов до Полтавської губернії. 1923 року повіт скасовано, а його землі увійшли до Лубенського району Лубенської округи.

## Географія
За даними генерального межування площа Лубенського повіту дорівнювала 2 115,45 кв. версти, за іншими — 2 059,6 кв. версти (кінець XIX століття).
Територією повіту протікало 14 річок: Сула, Удай, Оржиця, Сліпорід, Матяшівка, Ольшана (Вільшана), Чумгак, Іржавець, Багачка, Солониця, Путивка, Кузубівка, В'язівка та Чевельча.
Частина території була гористою, порізаною крутими ярами, балками, найбільші з яких спрямовувалися до основних річок. Північно-східна частина повіту — рівнинна, поступово підвищувалася в напрямку лівого берега Сули, західна і південно-західна частини (від правого берега Сдіпороду) — степова, рівнинна. Правий берег Сули підвищений, а від нього на південному заході тягнувся степ. Центральна частина повіту була порита численними ярами і дрібними річками, на місці злиття Удаю з Сулою — широка низовина, серед якої підвищувався Ісачківський (Висачківський) пагорб.
З корисних копалин у XIX столітті були відомі й використовувалися гончарні глини, торф'яники, гіпс, найліпші поклади якого були біля села Висачки, будівельний камінь у вигляді діабазу.

## Статистика, поділ і населення
На час перепису 1787 року площа Лубенського повіту становила 270 899,5 десятин, містечок було — 2, сіл — 51, деревень та хуторів — 91, дворів — 11 098, млинів борошномельних — 144, монастир чоловічий — 1 (Мгарський монастир), церков — 56, всього населення чоловічої статі — 34 761 особа.
За даними перепису 1900 року Лубенський повіт складався з 12 волостей — склад останніх від XIX століття був не сталим, за тими ж даними у повіті налічувалось 259 сільських населених пунктів, 175 сільських громад, 17 798 дворів, 112 260 чоловік сільського населення.
На початку 1923 року до Лубенського повіту входило місто Лубни та 13 волостей:
- місто Лубни з передмістями Завадщина, Замістя, Кам'яний Потік, Кокошки, Рибки.
- Великоселецька;
- Вовчківська (Вовчицька);
- Денисівська;
- Засульська;
- Лазірківська;
- Лубенська;
- Оржицька;
- Снітинська;
- Тарандинцівська;
- Тишківська;
- Черевківська;
- Юсківська (Ісковецька);
- Яблунівська.

На той час Лубенський повіт займав площу в 220 тисяч десятин, а його населення становило 153 461 особа.

## Історія

Лубенський повіт Полтавської губернії на карті 1821 року

Лубенський повіт був створений 16 вересня 1781 року після ліквідації залишків полкового устрою на Лівобережній Україні з частини Лубенського полку.
Спочатку входив до складу Київського намісництва.
Від 30 листопада 1796 року — у складі Малоросійської губернії, а починаючи з 27 березня 1803 року — Полтавської губернії.
Лубенський повіт був розформований відповідно до постанови ВУЦВК від 7 березня 1923 року.

## Економіка
Станом на 1884 рік у Лубенському повіті було 1 194 565 десятин землі, придатної для землеробства. У повіті діяли заводи: миловарний, пивоварний, паровий крупчатий млин, гончарня, 8 цегельних заводів, 14 кузень, завод мінвод.
Кустарні промисли були розвинуті слабо — переважно бондарство і виготовлення колісних виробів.
Наприкінці XIX століття Лубенський повіт щороку відправляв у Каховку Таврійської губернії близько півмільйона простих (дерев'яних) косарських ложок.
У 1895—1900 в середньому збирали по 23,5 пуди продовольчого хліба на душу населення. Вирощували жито, пшеницю, ячмінь, овес, гречку, просо, горох, картоплю.
Досить розвинутим було садівництво, вирощували переважно сливи, які збували переважно в сирому вигляді для виготовлення наливок.
У приміських селах повіту займалися збором і сушінням диких лікарських рослин.